# Тврђава Апача (филм)
Тврђава Апача (енгл. Fort Apache) је вестерн филм из 1948. који је режирао Џон Форд. Главне улоге играју Џон Вејн и Хенри Фонда.

## Улоге
| Глумац           | Улога                        |
| ---------------- | ---------------------------- |
| Џон Вејн         | капетан Керби Јорк           |
| Хенри Фонда      | попуковник Овен Терсдеј      |
| Вард Бонд        | старији водник О`Рорк        |
| Ширли Темпл      | Филаделфија Терсдеј          |
| Џон Ејгар        | поручник Мајкл „Мики“ О`Рорк |
| Дик Форан        | наредник Квинканон           |
| Педро Армендариз | наредник Бофорт              |
| Мигел Инклан     | Кочиз                        |
| Виктор Маклаглен | наредник Фестус Малкејхи     |
| Гај Киби         | др Вилкенс                   |
| Ана Ли           | Емили Колингвуд              |
| Џорџ О`Брајен    | капетан Сем Колингвуд        |
| Џек Пеник        | наредник Шатак               |
| Ајрин Рич        | Мери О`Рорк                  |
| Грант Видерс     | Сајлас Мичам                 |